# Würgfalke
Der Würgfalke (Falco cherrug), auch Sakerfalke oder Saker genannt, ist ein großer Falke der Steppen und Waldsteppengebiete Osteuropas und Zentralasiens. Seine westlichsten Vorkommen liegen in Österreich und in Ungarn, nach Osten hin erstreckt sich sein Verbreitungsgebiet in die östliche Mongolei und ins nordwestliche China.
Der Würgfalke zählt zu den größten und schwersten Arten innerhalb der Familie der Falken (Falconidae). Die Art wird als „stark gefährdet“ eingestuft. Die Attraktivität des Vogels als Jagdfalke, zumal in arabischen Gesellschaften, ist Teil seiner Bedrohung.

## Aussehen

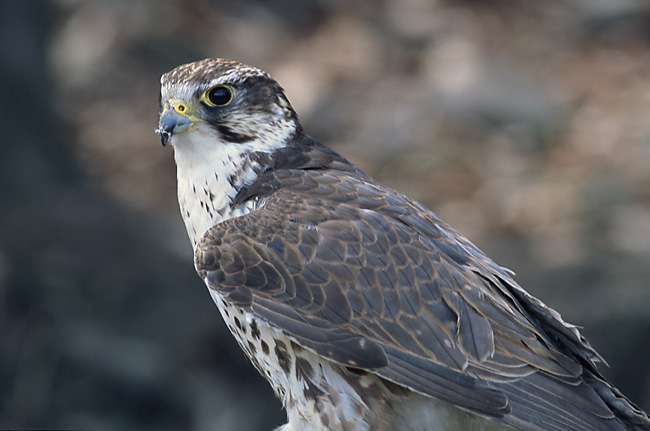
Würgfalke = Sakerfalke

Der Würgfalke oder Sakerfalke ist etwa 46 bis 58 Zentimeter groß, kompakt, kräftig gebaut und hat eine Spannweite von etwa 104 bis 129 Zentimeter. Die Flügel sind oberseits dunkelbraun, hell gefleckt und gebändert. Die Schwanzoberseite ist hellbraun. Charakteristisch ist der cremefarbige helle Kopf, der sich von der dunklen Oberseite absetzt. Die Unterseite ist cremefarben, beim Weibchen mehr und beim Männchen weniger dunkelbraun gefleckt und gebändert. Weibchen sind beträchtlich größer und schwerer als Männchen.
In Mitteleuropa ist die Art feldornithologisch gut bestimmbar, in Gegenden, in denen auch der Lannerfalke (Falco biarmicus feldeggi) vorkommt, zum Beispiel auf dem südöstlichen Balkan, besteht erhebliche Verwechslungsgefahr.

## Stimme
Ein etwas raues Lahnen und Gäckern ist – außer am Brutplatz – relativ selten zu hören.

## Verbreitung

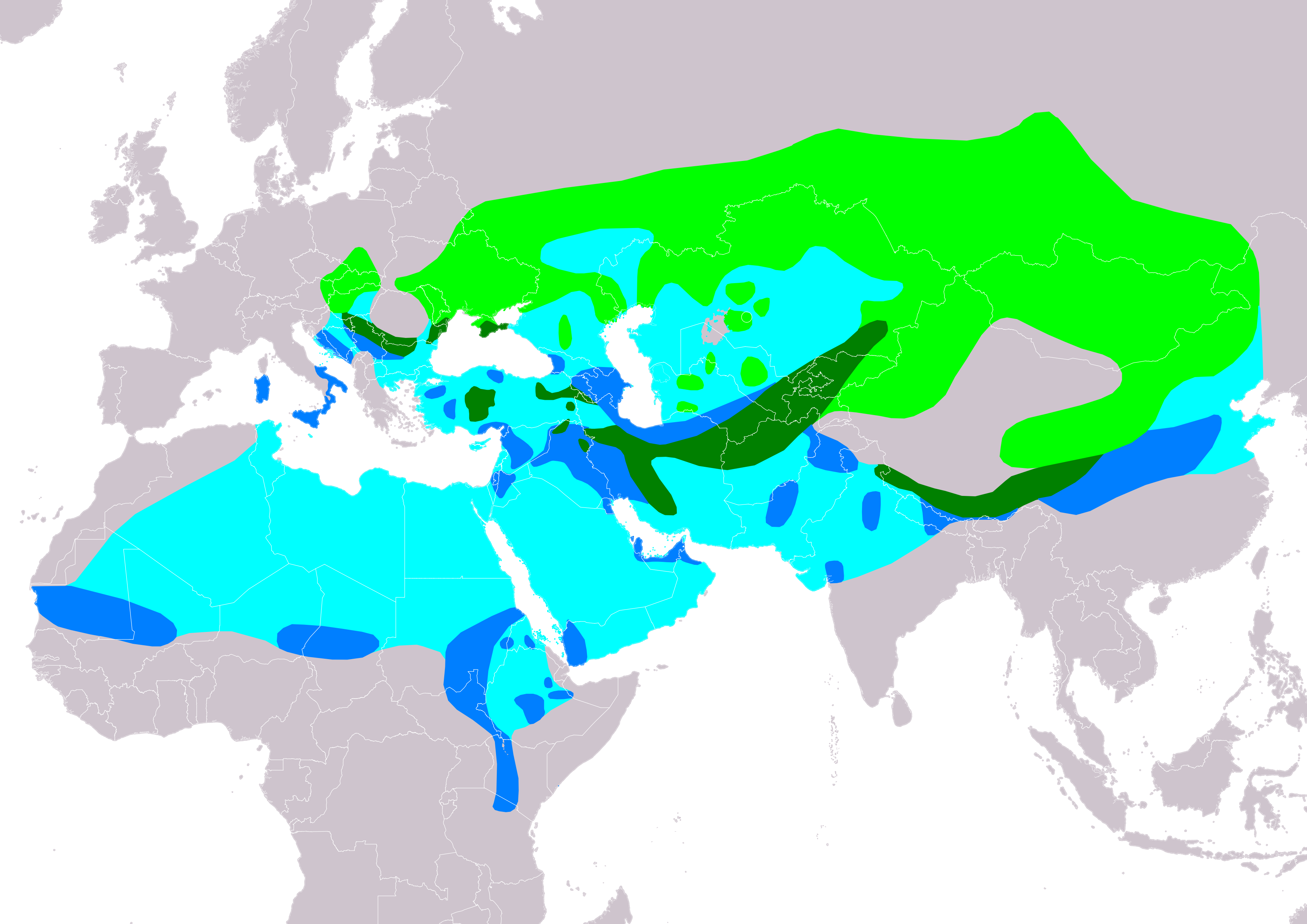
Verbreitung des Sakerfalken:
Brutgebiete
Ganzjähriges Vorkommen
Migration
Überwinterungsgebiete

Das Verbreitungsgebiet des Würgfalkens (Sakerfalkens) sind die Waldsteppen- und Steppenzonen vom Südosten Mitteleuropas bis in die Mongolei und den Nordwesten Chinas. Die südliche Verbreitungsgrenze verläuft durch die Türkei und den Iran bis zum Himalaya. Die nördliche Verbreitungsgrenze ist etwa der 56. nördliche Breitengrad.
Die Zugstrategien der Art sind in ihrem gesamten Verbreitungsgebiet sehr unterschiedlich. Die europäischen Populationen bleiben bei günstigen Nahrungsverhältnissen im Brutgebiet, ansonsten verstreichen sie ins östliche Mittelmeergebiet oder weiter nach Süden bis Ostafrika. In Russland sowie der Ukraine ist die Art ein Langstreckenzieher. An der Westgrenze seines Areals hält sich der Würgfalke (Sakerfalke) auch in den Wintermonaten in der Nähe seiner Brutplätze auf.

## Bestand und Bestandsentwicklung
Der Würgfalke oder Sakerfalke gehört weltweit zu den gefährdetsten Falkenarten. Laut IUCN beträgt der Gesamtbestand maximal knapp 30.000 erwachsene Individuen, und die Art wird mit endangered eingestuft. Vor allem in den letzten 4–5 Artgenerationen (= je 6,4 Jahre) hat in den Kerngebieten des Vorkommens in Innerasien, insbesondere in Kasachstan und der Mongolei ein dramatischer Bestandsrückgang eingesetzt, der die Bestände um über 50 % reduzierte. Während diese Bestandsverluste in Innerasien sich weiter fortsetzen, verzeichnet die Art in den westlichsten Brutgebieten leichte Bestandszunahmen, die aber für die kritische globale Bestandssituation nicht ins Gewicht fallen.
Auch wenn sich die europäischen Populationen leicht erholen und sogar eine leichte Arealausweitung feststellbar ist, ist die Bedrohung der Art akut. Immerhin gibt es in Europa kaum mehr als 700 Brutpaare – das bedeutet im Vergleich zum 19. Jahrhundert einen Rückgang um über 90 %.
Während die Bestände in Asien auch in den letzten Jahrzehnten stark zurückgingen, gab es in Österreich, Ungarn, Slowakei und Tschechien Bestände die zunahmen. 2014 gab man für Österreich 25–30 Brutpaare, Ungarn 241–245 Brutpaare, Slowakei 41–43 Brutpaare und Tschechien 20–25 Brutpaare an.

### Schutzmaßnahmen
Gute und teilweise expandierende Vorkommen sind besonders in Ungarn mit etwa 120 Paaren (2005) und in der Ukraine mit rund 100 Paaren zu verzeichnen. Die positive Entwicklung der Bestände in Ungarn ist vor allem auf intensive Schutzmaßnahmen zurückzuführen. So wachsen mehr als 30 % der Jungvögel in Kunstnestern heran und die Horste werden überwacht. Zudem scheint sich die Art nach dem weitgehenden Verschwinden des Ziesels in Mitteleuropa erfolgreich auf die Haustaube als Ersatznahrung umgestellt zu haben.
Im deutschen Teil des Elbsandsteingebirges brütete in den Jahren 1997 und 1998 ein Würgfalkenpaar. Es kam dort allerdings nicht zu dauerhaften Bruterfolgen.

### Bedrohung
Neben Lebensraumzerstörung durch Umwandlung von Steppengebieten in agrarische Nutzflächen und damit einhergehender Nahrungsknappheit stellt der Fang von Wildvögeln bzw. die illegale Entnahme von Eiern und Nestlingen aus Würgfalkengelegen noch immer eine wesentliche Gefährdungsquelle dar. Gemeinsam mit dem Gerfalken zählt der Würgfalke (Sakerfalke) zu den beliebtesten Jagdfalken im Nahen Osten. Die in Falknerkreisen weit verbreiteten Hybridzuchten bergen ein weiteres, erhebliches Gefährdungspotential.
Mit legalen Cites-Papieren wurden von 1975 bis 2015 nachweislich 27.185 Würgfalken (Sakerfalken) in andere Länder exportiert. Österreich exportierte 1.014 und Deutschland 2.698 Falken. Andere Länder mit bedeutenden Exporten lebender Individuen waren Kasachstan mit 1.180, Kuwait mit 1.334, Mongolei mit 3.501, Pakistan mit 4.369, Russland mit 2.790, Saudi-Arabien mit 3.245 und Vereinigte Arabische Emirate mit 1.983. Trotz nach geschätzten 28.000 Brutpaaren in der Welt geht der Bestand seit 1993 ständig zurück. Es gibt seit 2014 einen Global Action Plan für den Sakerfalken. Darin wurde die Installation von 1.000 Nestplattformen und der Bau bzw. Umrüstung von 1 Mio. vogelsicherer Strommasten geplant. Aber wegen des ständigen Exportes von Sakern, darunter sind insbesondere aus Zentralasien viele gefangene Wildvögel, kommt es zum weiteren Bestandsrückgang.

## Nahrung und Jagdverhalten
Die Nahrung besteht während der Brutphase hauptsächlich aus Kleinsäugern wie Zieseln und tagaktiven Mäusen. Während des Zuges und im Überwinterungsgebiet jagen Würgfalken Vögel bis zur Entengröße. Auch größere Insekten werden gern genommen. Manchmal jagen Artgenossen – aus der eigenen Familie und auch fremde – zusammen, manchmal wird anderen Greifvögeln, etwa Turmfalken und Sperbern, Beute entwendet. Man spricht von schmarotzendem Verhalten.
Die Jagdweise ist gut bekannt. In Bodennähe oder über Baumwipfeln fliegend und kreisend sucht der Falke zunächst nach Beute. Er rüttelt selten, steht aber in der Luft manchmal gegen den Wind an. Niedrige Warten, die einen Überblick bieten und gute Startmöglichkeiten bieten, werden ebenfalls genutzt.
Der Sakerfalke nutzt zum Aufsteigen in eine mittlere und für ihn passende Jagdstarthöhe den Gegenwind. Durch das Nutzen der Thermik ist dies der energieeffizienteste Weg, an Höhe zu gewinnen. Beim eigentlichen Jagdflug werden Rückenwind bzw. Seitenwinde genutzt, um auf eine horizontale niedrige Flughöhe zu kommen und das Luftkissen knapp über dem Boden zu nutzen. Die beschriebene Jagdmethode macht den Sakerfalken zu einem exzellenten Jäger auf kleine Beutetiere am Boden und Federwild, welches bodennah aufsteigt. Der eigentliche Jagd- oder Verfolgungsflug ist in der Regel horizontal ausgerichtet und beginnt außerhalb des Gesichtsfelds der anvisierten Beute. Muss der Falke die Beute verfolgen, profitiert er von seinem guten Beschleunigungsvermögen. Er erreicht Geschwindigkeiten von 120 bis 150 km/h und ist damit etwa so schnell wie ein Wanderfalke, der von oben auf Beute herabstößt. Kleinsäuger entkommen dem Würgfalken selten, auch Vögel haben es schwer, weil er sie beim Auffliegen erbeutet und insgesamt außerordentlich wendig ist. Die Beute wird mit den Fängen gegriffen, wenn der Falke direkt über sie hinwegfliegt. Kleine Beutetiere packt er und fliegt mit ihnen davon, größere werden nur ein Stück mitgerissen. Um die Beute zu töten, zerbeißt der Falke die Halswirbelsäule. Vögel werden anschließend gerupft; Kleinsäuger werden abgebalgt, ihnen wird von der Bissstelle vom Hals ausgehend das Fell abgezogen.

## Brut

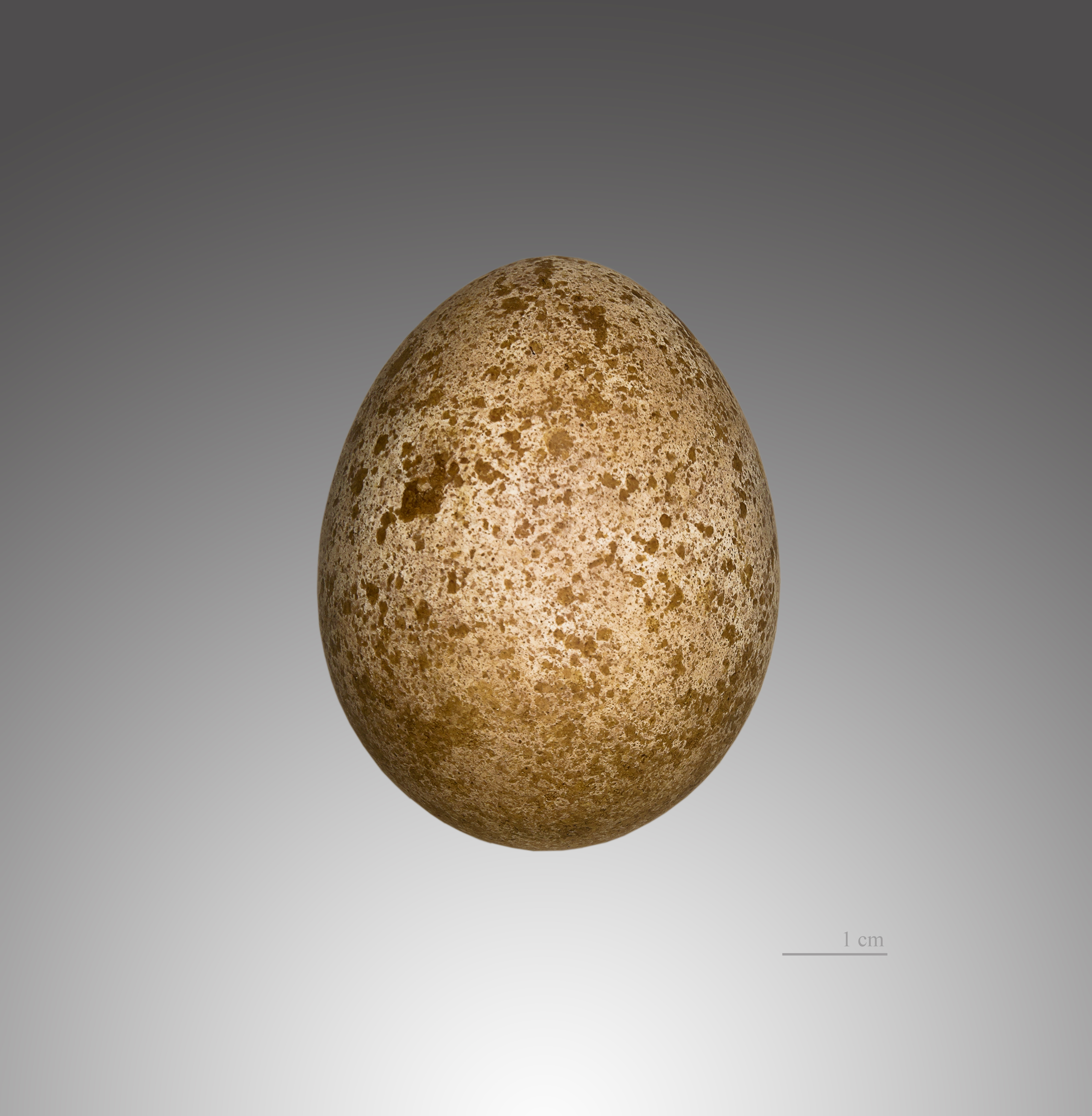
Ei eines Sakerfalken

Die Brutperiode beginnt Ende Februar mit territorialem Verhalten gegenüber Artgenossen und artfremden Vögeln am zukünftigen Nistplatz. Würgfalken (Sakerfalken) bauen wie alle Falken keine Nester. Zur Eiablage nutzen sie je nach Lebensraum große Zweignester anderer Vogelarten – etwa von Greifvögeln oder Rabenvögeln – auf Bäumen oder in Felswänden sowie Felsnischen. Auch Bodenbruten kommen vor. Die Art nimmt auch gerne Kunstnester an. Vermehrt werden neuerdings Nester auf Freileitungsmasten zur Brut genutzt.
Während der Balz mit seeschwalbenartigen Flugspielen und am Brutplatz ist der Falke sehr ruffreudig. Teilweise ähneln sie den Lautäußerungen von Wanderfalken. Die Partner sind einander in dieser Zeit sehr verbunden, räumlich meist nah beieinander. Mehrfach am Tag kommt es zu Kopulationen.
Das Gelege umfasst zwei bis sechs Eier, die überwiegend vom Weibchen rund 30 Tage lang bebrütet werden. In den ersten etwa 18 Tagen werden die Jungen ausschließlich vom Weibchen gefüttert, das Männchen trägt die Beute heran. Die Nestlingszeit dauert etwa 50 Tage, 30 bis 45 Tage nach dem Ausfliegen werden die Jungvögel selbständig.

## Namen und Namensherleitung
Im Falkenbuch Kaiser Friedrich II, De arte venandi cum avibus, erscheint der Würgfalke in dem aus dem Arabischen abgeleiteten Namen Saker, was in Anbetracht des sarazenischen Umfeldes des letzten Kaisers aus dem Geschlecht der Staufer nicht verwundert. Das Wort Saker hat arabische Wurzeln: çaqr bezeichnet aber den Sperber.
In frühneuzeitlichen Quellen wird die Art meist als Blaufuß streng von Falken, Sperbern und Habichten abgetrennt. Wahrscheinlich war hier der einzige zuverlässige und schnell erkennbare Färbungsunterschied zwischen Wanderfalken- und Würgfalkennestlingen namengebend. Bis zum Ende des ersten Lebensjahres weisen die Füße von Würgfalken einen blaugrünlichen Ton auf, während die der Wanderfalken immer gelblich sind.
Erst im späten 18. Jahrhundert kam der Name Würgfalke auf. Er bürgerte sich über die damals geltende wissenschaftliche Bezeichnung der Art Falco lanarius ein. Der Name geht auf Johann Andreas Naumann zurück, der das damals gültige Artepitheton lanarius in Anlehnung an Lanius = Würger mit würgen übersetzte. Lanarius leitet sich von lateinischen Verb laniare ab, was so viel wie zerfleischen, zerreißen, würgen bedeutet (vergleiche die Gattung Lanius = Würger). Dieser Name setzte sich im avifaunistischen Schrifttum des 19. und 20. Jahrhunderts weitgehend durch.
Daran gibt es Kritik: Abgesehen davon, dass er der Art besonders aggressive Verhaltensweisen unterstellt, ist er auch insofern falsch, als Saker – wie alle anderen Falken auch – Bisstöter und keine Grifftöter sind. Dennoch ist Würgfalke die gültige deutsche Bezeichnung der Art. Das Epitheton cherrug ist eine Transkription des persischen bzw. Hindinamens dieser Art. In der Jägersprache werden die Männchen Sakret genannt.

## Systematik und Evolution

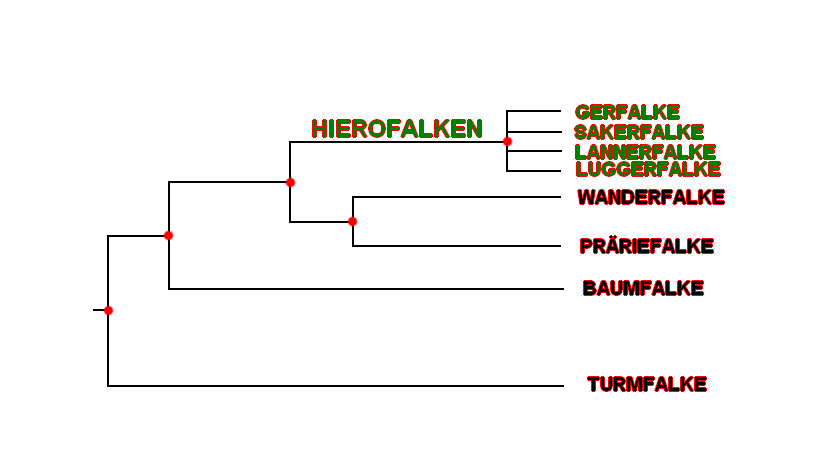

Die systematische Einordnung dieser Art ist kompliziert und Gegenstand der Forschung. Offenbar stammen alle vier Großfalken – Lannerfalke, Gerfalke, Laggarfalke und Würgfalke – von einer gemeinsamen Art ab, die in Afrika heimisch war. Von dort aus erfolgte die adaptive Radiation. Sie begann evolutionsgeschichtlich sehr spät und erfolgte in mehreren Wellen. Dadurch ist die sehr große genetische Nähe erklärt, die zwischen diesen Falkenarten besteht. Gemeinsam bilden sie die Superspezies Hierofalco. Von der Gruppe der Wanderfalken (z. B. Falco peregrinus, Falco pelegrinoides und auch Falco mexicanus) sind die Hierofalco genetisch deutlich getrennt.
In Falknerkreisen war schon lange bekannt, dass sich die vier Großfalken Gerfalke, Lannerfalke, Laggarfalke und Würgfalke untereinander kreuzen lassen. Diese vier Arten sind molekulargenetisch nicht voneinander abgrenzbar. Es handelt sich um Morphospezies, die sich bisher genetisch kaum differenziert haben, sondern nur eigene morphologische Kennzeichen entwickelten. Die Ursprungsart, eine dem heutigen Lannerfalken sehr nahestehende Spezies, lebte mit großer Wahrscheinlichkeit in Afrika, von wo sie sich nach Asien ausbreitete. Die Ausbreitungswellen ereigneten sich in evolutionsgeschichtlich sehr junger Zeit, die letzte, die vor allem den späteren Würgfalken betraf, vor etwa 34.000 Jahren. Die Besiedelung von Teilen Ost- und Südosteuropas erfolgte schließlich von Asien aus.
Entlang des Himalaya Hauptkammes besteht eine ausgedehnte Berührungszone der Brutgebiete des Würgfalken und des Laggarfalken. Soweit bisher bekannt, kommt es in diesem Gebiet zu keinen Mischbruten.

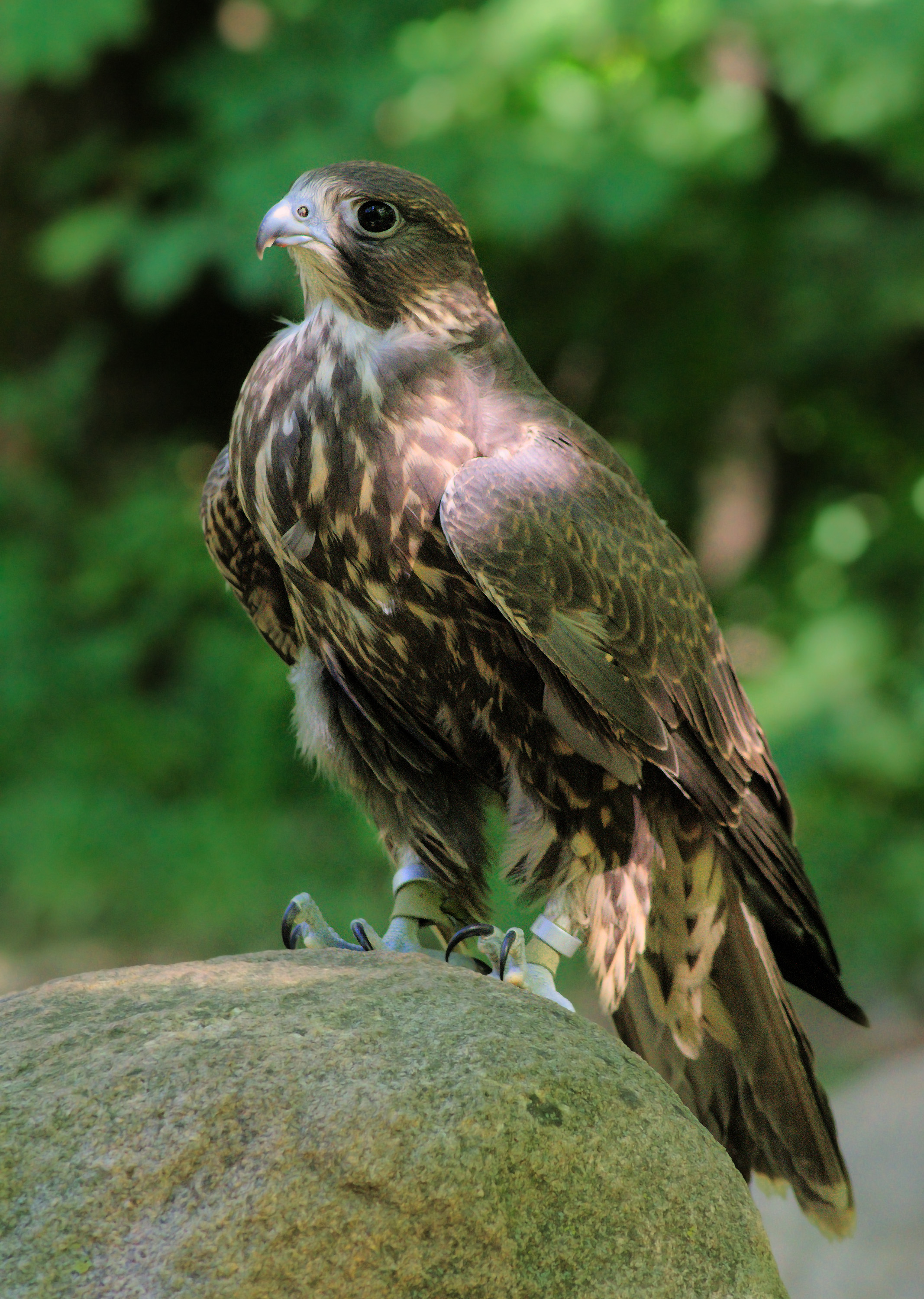
Falco cherrug

Phänotypisch erscheint der Würgfalke in unterschiedlichen Färbungsnuancen, die dazu geführt haben, dass bis zu 13 Unterarten beschrieben wurden. Generell werden die Vögel nach Osten zu heller und die Zeichnung der Unterseiten wirkt zunehmend kontrastierter.
Das Handbook of the Birds of the World gibt in der überarbeiteten Fassung 2019 vier Unterarten an. Von diesen vier Subspezies ist die Validität der beiden letzten sehr umstritten, und selbst F. c. milvipes wird von einigen Fachleuten als klinale Variation der Nominatform betrachtet. Weitgehend anerkannt ist jedoch neben der Nominatform nur Falco cherrug milvipes aus dem östlichsten Teil des Verbreitungsgebietes.
- Falco cherrug cherrug Gray, 1834: Europäische Brutgebiete, Kleinasien und Iran. Ostwärts bis südliches Zentralsibirien und nördliches Kasachstan.
- F. c. milvipes Jerdon, 1871: Altai und Tien Shan ostwärts bis ins Baikalgebiet; Mongolei sowie Nord- und Zentralchina. Erst nach 2010 wurden Brutplätze in Jammu und Kaschmir und punktuell in Nordindien bekannt.
- F. c. coatesi Dementjew, 1945: Kaspische Senke, Steppengebiete östlich des Kaspischen Meeres bis ins südliche Kasachstan und ins nördliche Usbekistan.
- F. c. hendersoni A. O. Hume, 1871: Pamir und Tibetisches Hochland

Unklar ist die Stellung einer besonders kontrastreichen Färbungsvariante, die vor allem im Altaigebiet gehäuft auftritt. Sie wurde als Altaifalke bekannt und vielfach sogar in Artrang gestellt. Nach derzeitiger Forschungslage gilt sie als Färbungsvariante von F. c. milvipes.